# Jean-Marie Halsdorf

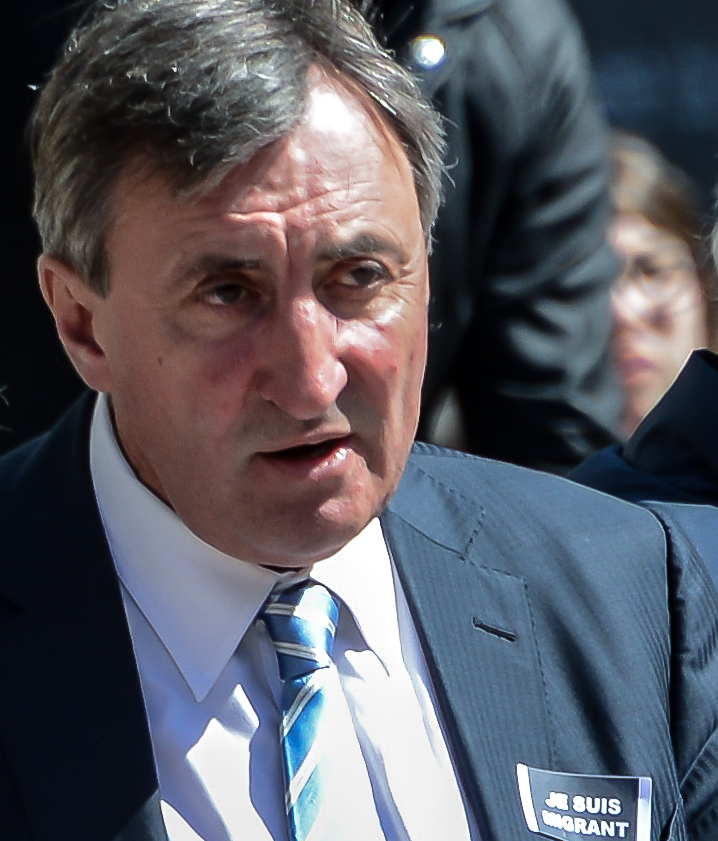
Jean-Marie Halsdorf, 2015.

Jean-Marie Halsdorf (* 1. Februar 1957 in Luxemburg) ist ein luxemburgischer Politiker.

## Leben
Nach seiner Schulzeit in Echternach studierte Halsdorf in Straßburg Pharmazie. Halsdorf wurde Mitglied der konservativen Partei Christlich Soziale Volkspartei. 1988 errang er ein Mandat im Stadtrat von Petingen, dessen Bürgermeister er bis zum Wechsel in die Regierung von 2000 bis 2004 war. 1994 wurde er zudem als Abgeordneter in das Parlament von Luxemburg gewählt.
Von 2004 bis 2013 war Halsdorf Innen- und Verteidigungsminister in Luxemburg.

## Ehrungen
- 1999: Offizier des Verdienstordens des Großherzogtums Luxemburg
- 2004: Offizier des Ordens der Eichenkrone
- 2005: Großkreuz des Ordens des Infanten Dom Henrique
- 2012: Offizier der Ehrenlegion